# Beurre Maître d'Hôtel

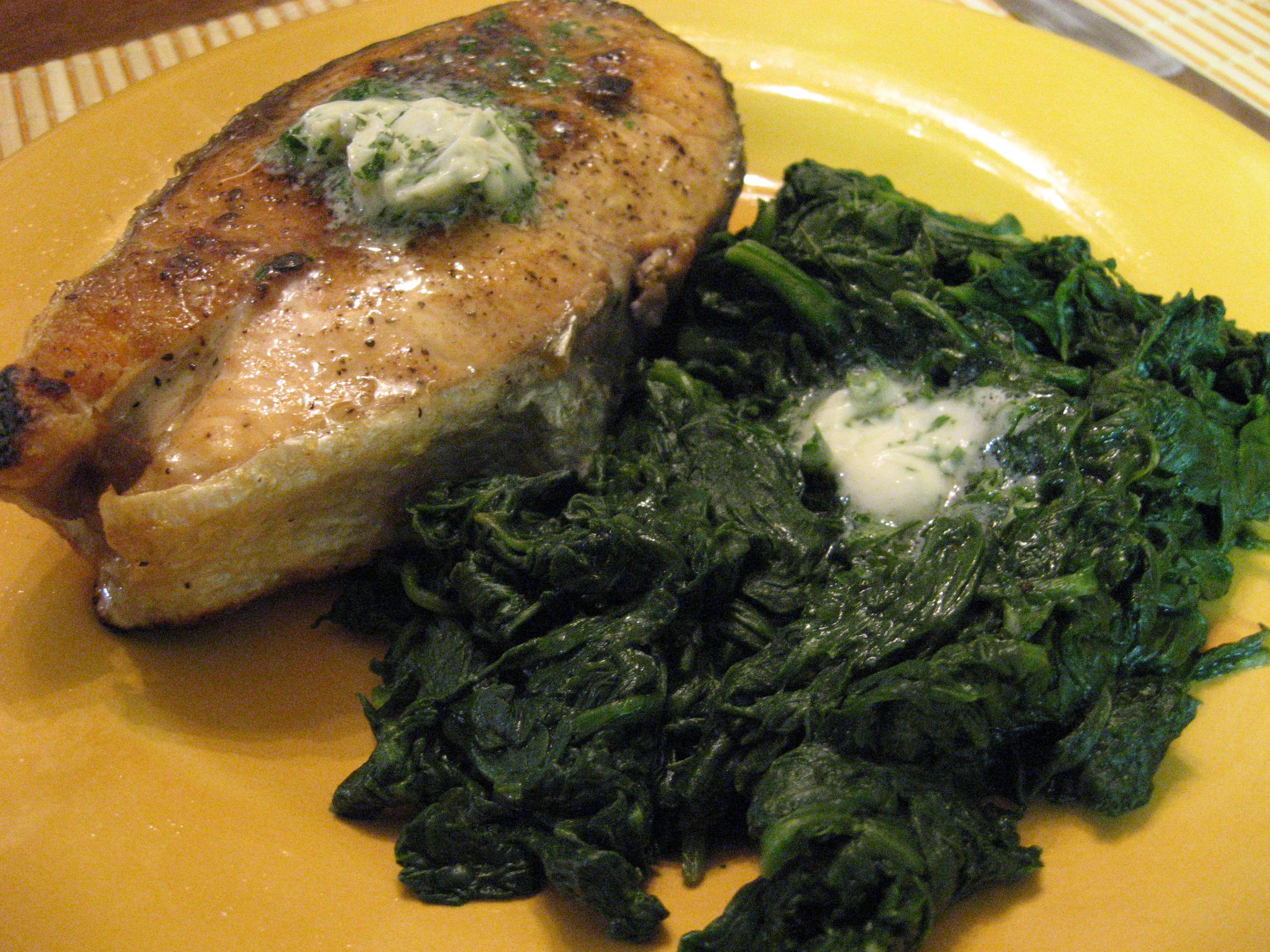
Um filé de salmão com Beurre Maître d'Hôtel e espinafre

A Beurre Maître d'Hôtel (pronúncia em francês: [bœʁ mɛtʁ dotɛl]), também conhecida como manteiga maître d'hôtel, é um tipo de manteiga temperada [en] (em francês: "beurre composé") de origem francesa, preparada com manteiga, salsa, limão, sal e pimenta. Pode ser utilizada em carnes, como bife (no molho do bife à Chateaubriand), peixes, vegetais e outros alimentos. A manteiga maître d'hôtel pode substituir um molho, realçando significativamente o sabor de um prato e algumas variações podem ser doces. Costuma ser servida fria e em rodelas sobre os alimentos e, às vezes, como condimento à parte.

## Etimologia
O nome Beurre Maître d'Hôtel deriva da maneira como o prato era preparado do zero nas mesas dos clientes pelo maître de um restaurante. A manteiga também é chamada de manteiga maître d'hôtel.

## Preparação
A Beurre Maître d'Hôtel é uma manteiga salgada preparada misturando manteiga amolecida com salsa picada fina, limão, sal e pimenta. Para o preparo, pode ser usada uma proporção de cerca de uma colher e meia de sopa de salsa para 60 gramas de manteiga e, opcionalmente, chalota e molho inglês. Algumas versões incluem vinagre ou pimenta-caiena. Após a mistura, a manteiga é geralmente enrolada em papel manteiga ou filme plástico e refrigerada para endurecer.

## Usos
A Beurre Maître d'Hôtel costuma ser servida fria e em rodelas sobre diversos alimentos e, às vezes, como acompanhamento. Pode ser usada em carnes grelhadas, como bife e peixe, além de ovos, vegetais, batatas e pães. Algumas variações são doces e podem ser usadas em pratos como panquecas. Quando usada como cobertura, a manteiga é geralmente adicionada pouco antes do prato ser servido, ou derretida sobre os pratos, sendo colocada sobre os alimentos nos últimos minutos de cozimento. A manteiga maître d'hôtel pode substituir um molho, e uma pequena quantidade realça significativamente o sabor de um prato.

### No molho Chateaubriand
A Beurre Maître d'Hôtel é usada como ingrediente no molho do bife à Chateaubriand. A manteiga é usada na etapa final da preparação do molho, após sua filtragem, sendo finalizado com a Beurre Maître d'Hôtel. Na última etapa, também é possível adicionar folhas de estragão.